# 앤피오엔터테인먼트
앤피오엔터테인먼트는 대한민국의 종합엔터테인먼트회사이다.  변호사, 키이스트 대표이사, JYP엔터테인먼트 부사장였던 표종록이 2019년에 새로 설립한 배우 전문 기획사 및 드라마•영화 제작사이다.

## 제작작품
- 옷소매 붉은 끝동 (MBC, 2021년)
- 기상청 사람들: 사내연애 잔혹사 편 (JTBC, 2022년)
- 킹더랜드[1](JTBC, 2023년)
- 너의 시간 속으로 (Netflix, 2023년)
- 정년이 (tvN, 2024년)
- 탁류 (Disney+, 2025년 하반기 예정)
- 지금 우리 학교는 2 (Netflix, 미정)

## 소속 연예인

### 남성
- 류승수
- 김동희
- 양병열
- 강훈
- 이시우
- 최윤제
- 박서함
- 박성현

### 여성
- 황보름별
- 신예은

## 이전 소속 연예인

### 남성
- 윤박

### 여성
- 신은수